# Hattujärvi
Hattujärvi är en sjö i Finland. Den ligger i kommunen Ilomants i landskapet Norra Karelen, i den östra delen av landet, 400 km nordost om huvudstaden Helsingfors. Hattujärvi ligger 168,8 meter över havet. Den är 9,2 meter djup. Arean är 5,15 kvadratkilometer och strandlinjen är 28,53 kilometer lång. Sjön  ingår i Vuoksens huvudavrinningsområde.   Den sträcker sig 6,3 kilometer i nord-sydlig riktning, och 2,4 kilometer i öst-västlig riktning.
I övrigt finns följande i Hattujärvi:
- Pienisaari (en ö)
- Hankura (en ö)
- Saavansaari (en ö)
- Kultasaari (en ö)
- Joensuunsaari (en ö)
- Sivakkosaari (en ö)
- Korkeasaari (en ö)